# Sycamore Gap Tree

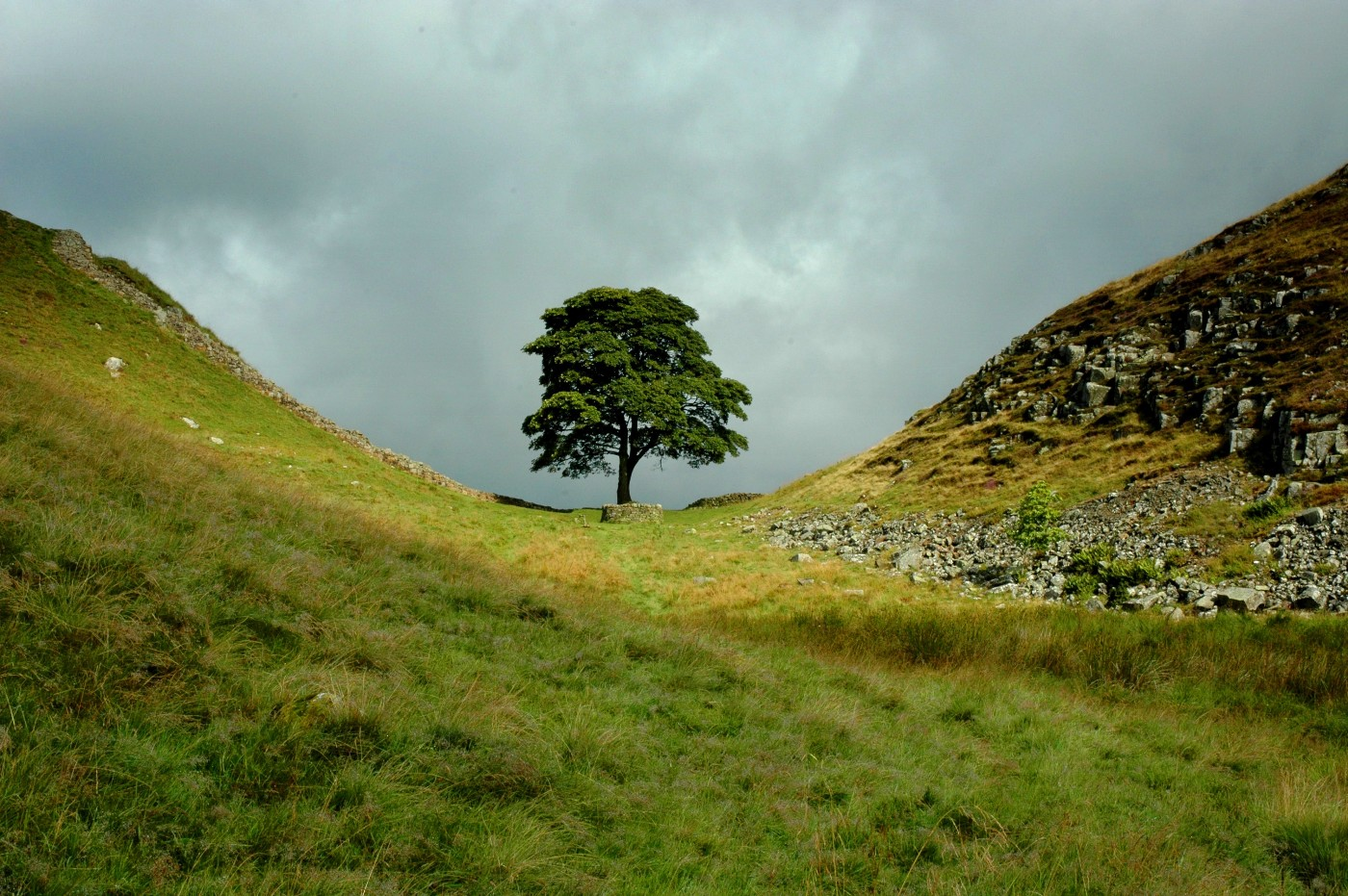
Vista de l'arbre des del sud. El mur d'Adrià és visible a l'esquerra i darrere l'arbre. L'estructura de pedra al centre no està associada amb l'arbre o el mur

El Sycamore Gap Tree o arbre de Robin Hood va ser un auró sicòmor que es trobava al costat del Mur d'Hadrià, prop de Crag Lough, a Northumberland, Anglaterra, Regne Unit. Estava situat en una capbussament del paisatge i era un popular reclam fotogràfic, descrit com un dels arbres més fotografiats del país. El seu nom alternatiu és perquè va aparèixer en una escena de la pel·lícula de 1991 Robin Hood: Príncep dels lladres. L'arbre va guanyar el premi Arbre de l'Any d'Anglaterra 2016.

## Ubicació

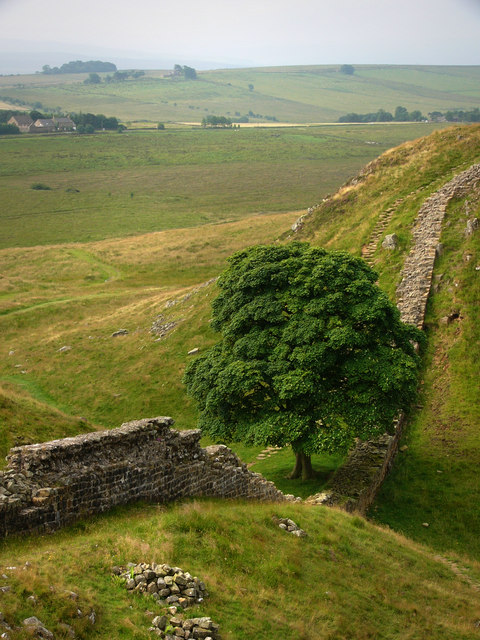
Vista des de l'escarp

L'arbre estava al costat del Mur d'Hadrià, entre el Castell mil·liar 39 i Crag Lough, a uns 3 quilòmetres a l'oest del Fort de Housesteads a Northumberland, al nord d'Anglaterra, Regne Unit. En aquesta zona, el mur discorre a la vora d'un escarp —un aflorament del Whin Sill— i per diverses fondalades causades per la fosa de les aigües glacials. a banda i banda. El mur i la terra adjacent, incloent el lloc de l'arbre, són propietat de la National Trust. L'arbre era una atracció turística molt popular, així com un dels més fotografiats del país ; podent ser el punt més fotografiat de tot el Parc nacional de Northumberland. Era visible des de la propera carretera militar B6318. El seu nom, Sycamore Gap, va ser encunyat per un empleat de la National Trust quan l'Ordnance Survey estava mapejant l'àrea i va preguntar si el punt prèviament no nomenat tenia una designació.

## Història
L'arbre era un auró sicòmor (Acer pseudoplatanus). Les fonts no es posen d'acord sobre la seva edat ni sobre el motiu de la seva plantació. Segons National Trust, l'arbre va ser plantat a finals del segle xix per l'anterior propietari del terreny, John Clayton, com a element paisatgístic. Altres, com la BBC, han informat que es creu que té uns 300 anys i han especulat amb la possibilitat que estigués al costat d'altres arbres, però que aquests es van retirar amb el temps per raons desconegudes, possiblement per millorar les línies de visió o amb fins cinegètics.
L'arbre va aparèixer en una escena clau de la pel·lícula del 1991 Robin Hood: Príncep dels lladres, en què Robin Hood viatja des dels penya-segats blancs de Dover a Nottingham a través del Mur d'Hadrià, i des de llavors se'l coneix com l'arbre de Robin Hood. Aparegué, així mateix, en el videoclip de (Everything I Do) I Do It for You de Bryan Adams, cançon que forma part de la banda sonora de la pellicula; el vídeo va aparèixer sovint al programa de televisió Top of the Pops. També va aparèixer al drama policíac Vera ia la sèrie documental Tales from Northumberland with Robson Green. El lloc era popular entre astrofotògrafs i observadors d'estrelles.

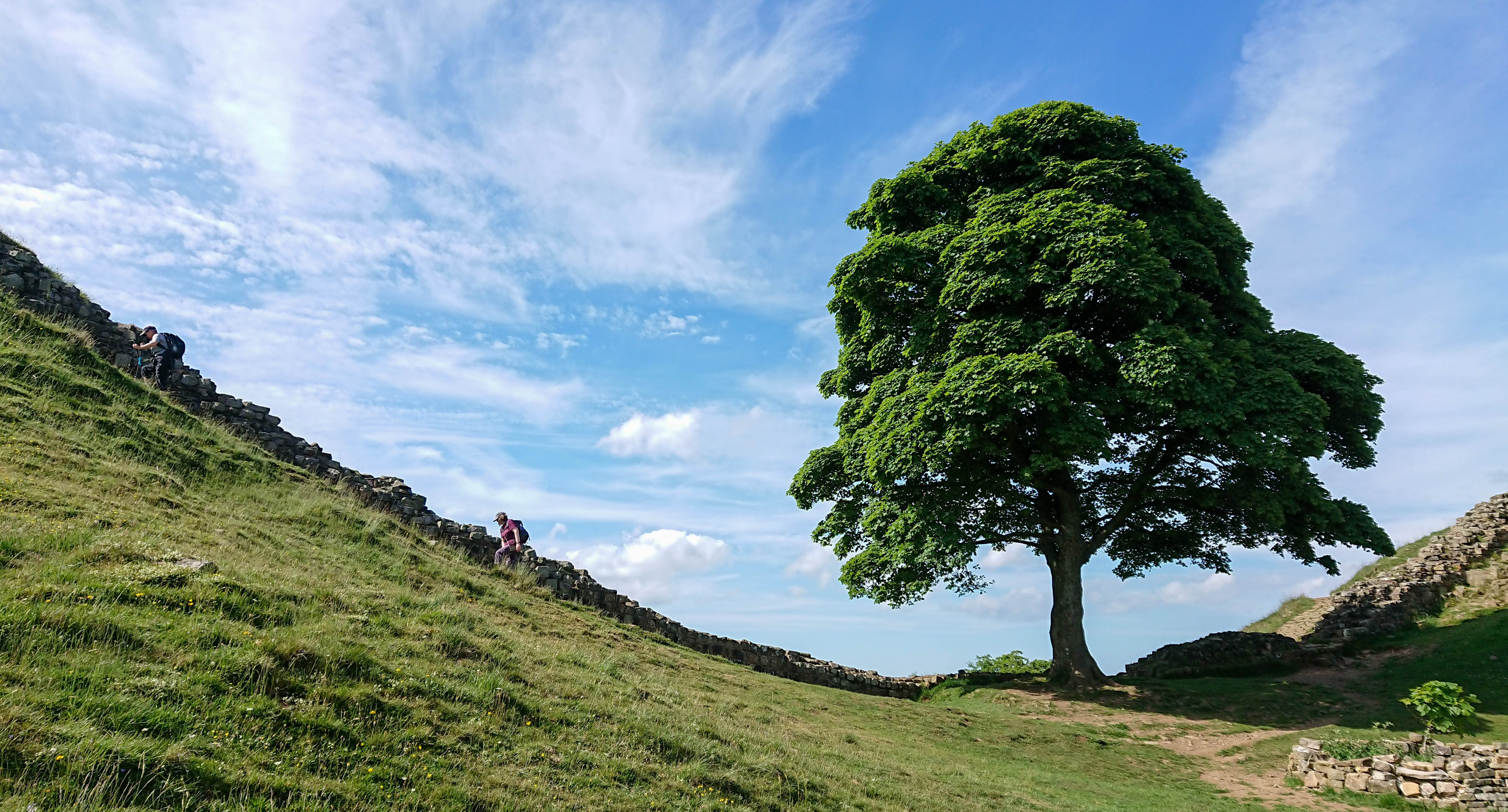
L'arbre el 2018

L'arbre no va patir danys el 30 de maig del 2003, quan un helicòpter que rodava British Isles - A Natural History es va estavellar a uns 30 metres de distància, esquivant per poc el presentador Alan Titchmarsh. Els quatre ocupants de l'aparell van resultar ferits lleus.
En 2016, l'arbre va ser nominat per al concurs Arbre de l'Any d'Anglaterra. Va ser seleccionat entre 200 exemplars per a la llista final de 10 i va guanyar el concurs amb 2.542 vots de 11.913. El premi va ser una subvenció de 1.000 lliures que es va utilitzar per estudiar la salut de l'arbre i realitzar treballs per protegir les seves arrels, que estaven quedant exposades a causa del gran nombre de persones que passava per sobre d'elles. L'arbre va ser presentat als premis Arbre Europeu de l'Any 2017, en què va quedar en cinquè lloc de 16, amb 7.123 vots.

### Tala del 2023

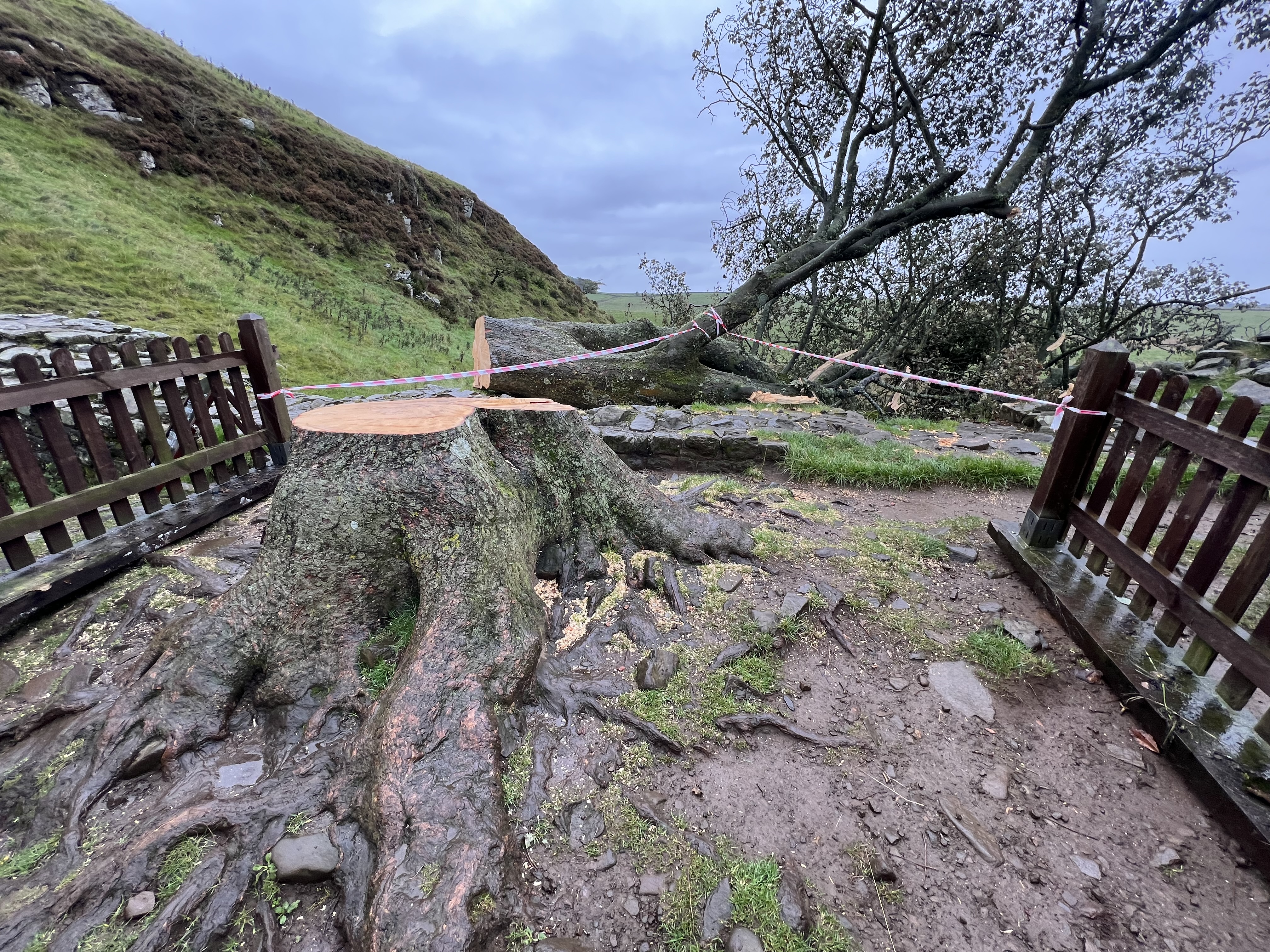
Estat després de la tala

L'arbre va ser talat a la matinada del 28 de setembre de 2023. La Direcció del Parc nacional de Northumberland va dir que creia que s'havia fet deliberadament. L'arbre semblava haver estat tallat amb una motoserra, a la base del tronc, amb una línia blanca pintada amb esprai just sota el tall. La policia de Northumbria va detenir aquest mateix dia a un noi de 16 anys en relació amb la tala, sospitós de causar danys criminals. Més tard, el 29 de setembre de 2023, també es va detenir un home d'uns 60 anys en relació amb la tala.
El 29 de setembre, un directiu de National Trust va dir que el tocó semblava «sa» i pensava que l'arbre es podria regenerar, encara que va afegir que «trigaria uns anys a convertir-se en un arbre petit i entre 150 i 200 anys a assemblar-se al que hem perdut».